# Xu Huang (Diplomat)
Xu Huang 徐晃 (* 1914 in Shandong; † 24. März 1984 in Lima) war ein Diplomat der Volksrepublik China.

## Karriere
1935 wurde er Mitglied der Kommunistischen Partei Chinas. Von 1977 bis 1981 war er Botschafter in Vientiane (Laos). Ab November 1981 war er Botschafter in Lima, wo er starb.